# جورج فارمر (لاعب كرة قدم أمريكية)
جورج فارمر (بالإنجليزية: George Farmer) هو لاعب كرة قدم أمريكية أمريكي، ولد في 5 ديسمبر 1958 في لوس أنجلوس في الولايات المتحدة.

## وصلات خارجية
- جورج فارمر على موقع مرجع كرة القدم المحترفة.كوم (الإنجليزية)